# Pio Pion
Pio Pion (Varese, 4 luglio 1887 – Milano, 15 maggio 1965) è stato un imprenditore italiano, fondatore dell'industria di costruzione di apparecchi cinematografici in Italia.

## Biografia

### Gli inizi
Pio Pion nasce nel 1887. Di origine francese, si trasferisce con la famiglia da Digione a Milano per motivi di lavoro del padre, ricercatore botanico.
Nei primi anni del '900 entra in contatto con il neonato Cinematografo. I fratelli Lumière avevano brevettato il proiettore cinematografico nel 1894 e prodotto il primo film l'anno successivo.
Pio si forma a Milano nell'ambiente delle officine meccaniche, lavora infatti per la Zanotta, proprietaria di officine di meccanica specializzata.

### La creazione della prima fabbrica italiana di cineproiettori
Pio Pion rimane subito affascinato dal nuovo strumento di comunicazione e con l'amico Fumagalli decide di incominciare le importazioni dei primi apparecchi cinematografici industriali, i Pathé Frères di origine francese.
L'esperienza acquisita permette a lui e a Fumagalli di fondare nel 1908 la Fumagalli, Pion & C., "prima fabbrica Italiana di cineproiettori", lo slogan accompagnerà per tutta la vita i prodotti dell'azienda.
Esce da lì il primo proiettore Eureka, dalla forma e dalla meccanica finalmente lontane dal modello francese. A fianco dei proiettori professionali, Pion costruisce anche il Pion Minerva, un apparecchio più semplice e maneggevole a uso degli oratori, dei circoli ricreativi e delle associazioni culturali, dimostrando molto presto un'attenzione specifica verso tutti i tipi di fruizione filmica.
L'attività prosegue con alterne fortune fino allo scoppio della prima guerra mondiale, quando il Pion viene chiamato alle armi.
Al suo ritorno riprende la costruzioni di cineproiettori da solo e l'azienda assume il nome di Officine Pio Pion.

### Gli anni d'oro
Il cinema sta ormai diventando uno strumento di comunicazione di massa e le sale cinematografiche diventano sempre più numerose.
Sono gli anni d'oro per la Pio Pion che si trasferisce negli storici stabilimenti di via Rovereto a Milano.
Il regime Fascista vede di buon occhio la nuova forma di comunicazione anche perché nel frattempo Pio, diventato Commendatore per meriti industriali, inventa il Camion Sonoro, ovvero un camion su telaio Fiat 508 sul quale vengono installati cineproiettore e telone per riprodurre film e discorsi propagandistici nelle maggiori piazze Italiane.
Purtroppo incombe la seconda guerra mondiale e la Pio Pion viene riconvertita in fabbrica per la costruzione di materiale bellico (apparecchi Morse).

### Il dopoguerra
Terminata la guerra il Commendatore Pio riprende l'attività di costruzione di cineproiettori, ampliando la gamma con i 70 mm (per proiezioni anche in Cinemascope e i 16 mm per utilizzo in strutture limitate (oratori, piccole sale).
Nel frattempo sta nascendo un nuovo strumento di comunicazione, la televisione, che riuscirà a raggiungere un numero maggiore di utenti e determinerà la fine dell'epoca d'oro dei cinematografi.
Al commendatore Pio alla fine degli anni quaranta si sono affiancati i figli, Pierandrea e Riccardo, che dopo un decennio condurranno in prima persona la storica azienda.
Il commendatore Pio, ormai settantenne, negli anni sessanta, lascia l'attività. Muore a Milano nel maggio del 1965 all'età di 78 anni.